# モビンケル海岸

ブーベ島の地図。モビンケル海岸は東部にある。

モビンケル海岸（モビンケルかいがん、ノルウェー語: Mowinckelkysten、英語: Mowinckel Coast）は、南大西洋の亜南極に浮かぶノルウェー領のブーベ島東部にある海岸である。海岸の名前はノルウェーの首相を務めた政治家ヨハン・ルドウィック・モビンケルの名前にちなんでつけられた。